# Equisetum telmateia
L'equiseto massimo (Equisetum telmateia Ehrh., 1783) è una pianta erbacea perenne appartenente alla famiglia Equisetaceae.

## Etimologia
Il nome generico (Equisetum) deriva dal latino e significa “crine di cavallo”; mentre L'epiteto specifico (“telmateia”) deriva da una radice greca telma che significa palude. Dobbiamo a Dioscoride Pedanio (Anazarbe in Cilicia, 40 circa - 90 circa), che fu un medico, botanico e farmacista greco antico che esercitò a Roma ai tempi dell'imperatore Nerone, una delle prime descrizioni dettagliate di questa pianta.

Il binomio scientifico attualmente accettato (Equisetum telmateia) è stato proposto dal botanico svizzero Jakob Friedrich Ehrhart in una pubblicazione del 1783.

In lingua tedesca questa pianta si chiama Riesen-Schachtelhalm; in francese si chiama Prêle géante; in inglese si chiama Great Horsetail.

## Descrizione

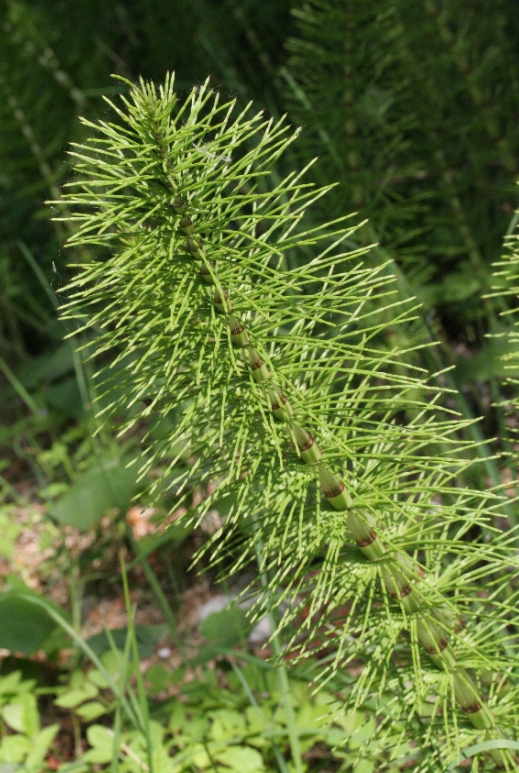
Fusto sterile
Località: Le Laste, Limana (BL), 661 m s.l.m.- 18/5/2009

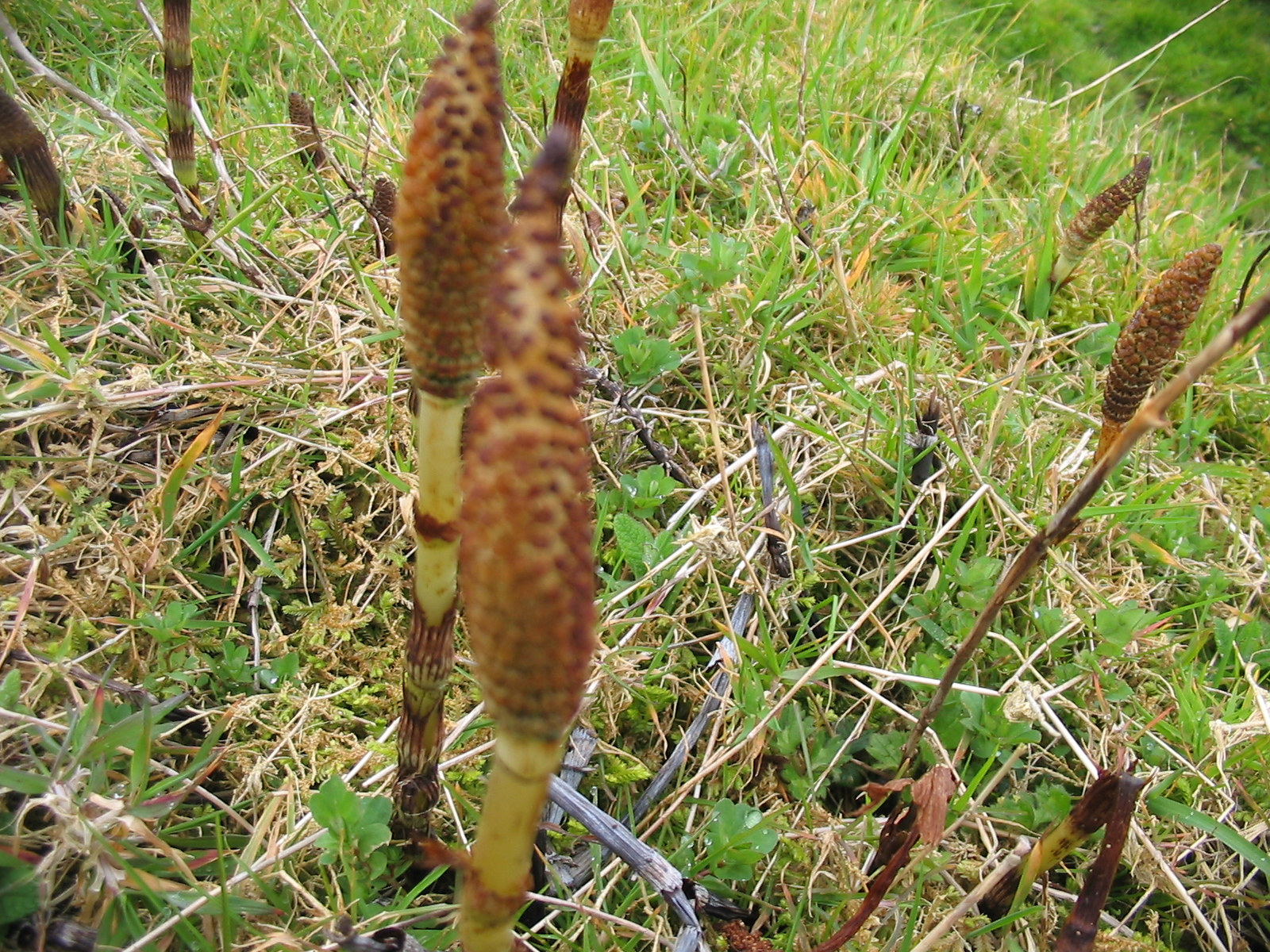
Fusti fertili

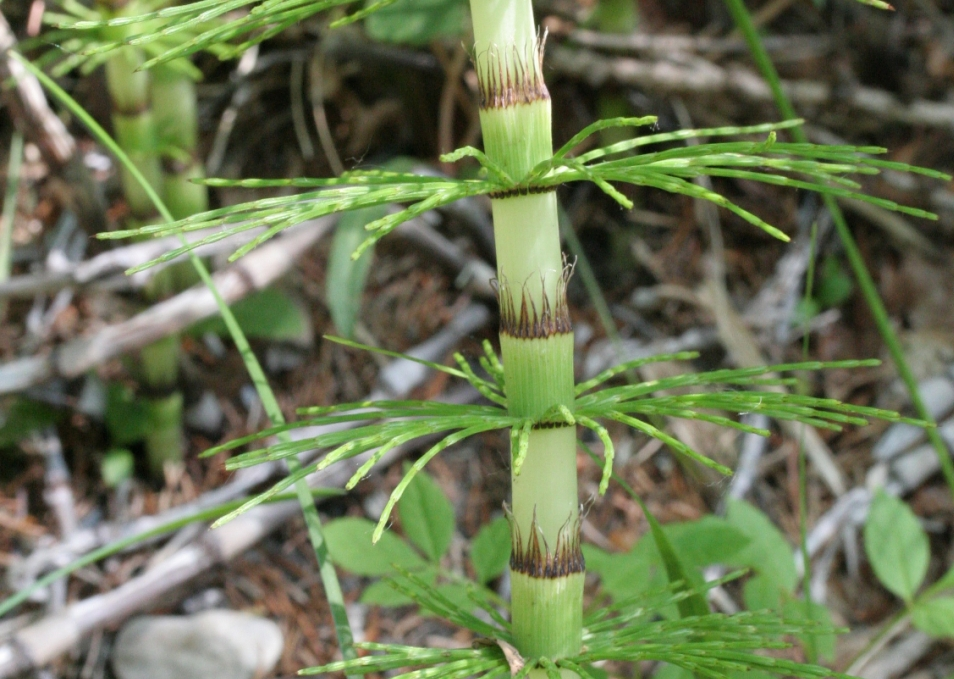
Foglie e nodi

La forma biologica della specie è geofita rizomatosa (G rhiz), ossia sono piante perenni erbacee che portano le gemme in posizione sotterranea. Durante la stagione avversa non presentano organi aerei e le gemme si trovano in organi sotterranei detti rizomi (un fusto ipogeo dal quale, ogni anno, si dipartono radici e fusti aerei). Il ciclo biologico è perenne. L'altezza media varia da 5 a 20 dm.

### Radici
Le radici sono secondarie (fascicolate) da rizoma e di tipo avventizio. Generalmente sono dei ciuffi che si diramano dai nodi del rizoma e durano un anno al massimo.

### Fusto
- Parte ipogea: la parte ipogea del fusto consiste in un rizoma orizzontale a varie ramificazioni a volte anche intricate che danno luogo a germogli aerei eretti e quindi ai corrispondenti fusti epigei. I germogli hanno la caratteristica di essere provvisti di una sola cellula apicale, molto grande, a forma di tetraedro (più o meno piramidale), dalla quale si generano per divisione le cellule successive per lo sviluppo del fusto adulto[2].
- Parte epigea: la parte epigea (detta anche più precisamente culmo) consiste in due tipi di fusti:

- fusti sterili, ruvidi di colore verde e quindi fotosintetici. In questi fusti le foglie sono così poco significative che il fusto si sostituisce ad esse per il processo fotosintetico tramite delle cellule clorofilliane poste appena al di sotto dell'epidermide. Questi fusti sono densamente ramificati a strati; ogni strato consiste in una dozzina di rametti a quattro coste posti in verticilli alla base delle foglie a sua volta poste nei nodi del fusto; anche i rametti sono articolati in nodi e relativi internodi e quelli superiori sono allungati in modo che superano l'apice del fusto stesso. I fusti sterili si sviluppano solamente dopo che quelli fertili hanno assolto alla loro funzione riproduttiva;
- fusti fertili, bianchicci o bruni (a volte di colore giallastro e quindi privi di clorofilla), atti alla riproduzione; normalmente non ramificati ma con nodi e internodi con un solo strobilo apicale di sporofilli (foglia modificata che porta gli sporangi, alloggiamento delle spore - i “semi” delle Pteridophyte); anche in questo fusto ai nodi sono presenti delle foglie ma quasi mai i rami; lo strobilo termina in modo arrotondato (non mucronato). Lunghezza dei fusti fertili : 1 – 4 dm.

Entrambi i fusti sono scanalati longitudinalmente (20 – 40 striature nei fusti sterili) e suddivisi in diversi nodi e relativi internodi. I fusti sono cavi (cavità midollare) o fistolosi, infatti all'interno è presente una sottile cavità longitudinale; questa, nel caso della specie di questa scheda, è larga almeno i 2/3 del diametro totale. Diametro dei fusti: 10 – 20 m.

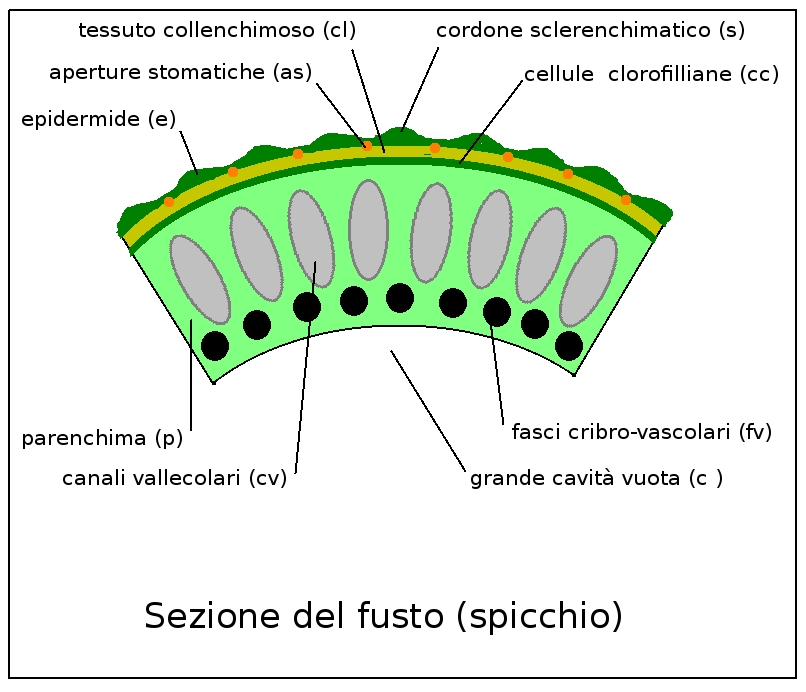

- Sezione trasversale (solo uno spicchio) del fusto (figura a destra) in corrispondenza di un internodo: la parte più esterna consiste in una epidermide (e) contenente diversi granuli di silice (da qui le proprietà meccaniche tipo taglio o abrasione di queste piante). In corrispondenza delle costole longitudinali del fusto il tessuto vegetale (chiamato cordone sclerenchimatico) è ulteriormente ispessito (s). All'interno dell'epidermide è presente un tessuto di tipo collenchimoso (cl), interrotto solamente dagli stomi e sotto il quale si trovano le cellule clorofilliane (cc). Gli stomi sono delle aperture stomatiche (as) la cui funzione è di consentire lo scambio gassoso fra interno ed esterno del vegetale, in particolare la fuoriuscita di vapore acqueo e l'entrata di ossigeno e di anidride carbonica. Più internamente, immersi nel parenchima (p), abbiamo i canali vallecolari (cv), probabilmente la loro funzione è di facilitare la circolazione dell'aria in tutta la pianta, e i fasci cribro-vascolari (fv), altre strutture conduttrici di sostanze liquide. Al centro è presente una grande cavità vuota (c) che nel rizoma e nei rametti laterali serve a contenere il midollo. Questa cavità è almeno sei volte più grande delle cavità laterali.[1][2][3].

### Foglie
Le foglie (in questo caso chiamate più precisamente microfille) sono situate in corrispondenza dei nodi del fusto. Sono erette e appressate al fusto stesso. Sono concresciute le une alle altre (formano una specie di collaretto lobato o guaina attorno al fusto) e non sono differenziate in picciolo e lamina fogliare; le loro dimensioni sono tali per cui, nel caso dei fusti fertili, ricoprono quasi tutto l'internodo. La forma è lanceolata, squamiforme con un unico nervo dorsale e apice acuminato di colore bruno. Per ogni nodo sono presenti dalle 20 alle 30 foglie.

### Apparato riproduttivo
- Strobilo: l'apparato riproduttivo è posto nello strobilo, struttura apicale ai fusti fertili. Lo strobilo è ricoperto quasi completamente dai sporofilli a forma di foglia peltata, ossia un corto peduncolo è inserito al centro della pagina inferiore di questa foglia modificata, mentre la parte opposta del peduncolo si collega all'asse centrale del fusto e quindi allo strobilo. La forma della foglia è irregolarmente esagonale. Tutto intorno all'estremità inferiore della foglia sono inseriti diversi sporangi (i contenitori delle spore). Questi si aprono a maturità attraverso una fessura longitudinale. Lunghezza dello Strobilo: 2 – 9 cm.
- Spore: le spore sono del tipo isospore ossia sono tutte uguali (indifferenziate sessualmente); la loro superficie è stratificata in quattro livelli sovrapposti. Il più importante di tutti è il primo livello (quello più esterno chiamato esosporio) che lacerandosi lascia libere quattro appendici chiamate "apteri" (simili agli “elateri” delle Epatiche) che hanno la funzione di far muovere la spora essendo dotate di movimenti igroscopici (utili nel processo di disseminazione). Spore che in seguito secondo le condizioni ambientali produrranno un protallo maschile o femminile, dal quale poi, tramite la fecondazione di una oosfera da parte di un “spermatozoide” (o gamete maschile cigliato), potrà finalmente svilupparsi il nuovo sporofito (ossia altri fusti di “equiseto”)[1].
- Periodo di maturazione: per gli strobili lo sviluppo avviene tra febbraio – marzo, mentre le spore raggiungono la maturazione nel periodo di marzo-aprile. Mentre in maggio si sviluppano i fusti sterili (quelli fertili sono già secchi).

## Distribuzione e habitat
- Geoelemento: il tipo corologico (area di origine) è circumboreale.
- Diffusione: sul territorio italiano questa pianta è presente ovunque; sull'arco alpino è meno frequente nelle province di Cuneo e Torino. Nel resto dell'Europa è ugualmente comune. Fuori dall'Europa questa pianta si trova nelle seguenti aree: Africa del Nord, Asia temperata, Caucaso e America del nord.
- Habitat: l'habitat tipico sono i luoghi umidi e ombrosi (pioppeti, ontaneti, frassineti umidi e saliceti arborei) ; ma anche nei pressi di sorgenti e ruscelli. Il substrato preferito è sia calcareo che calcareo/siliceo, con terreno a pH basico/neutro, bassi/medi valori nutrizionali e alti valori di umidità.
- Diffusione altitudinale: sui rilievi queste piante si possono trovare fino a 1500 m s.l.m.; frequentano quindi i seguenti piani vegetazionali: collinare e montano (in parte anche quello subalpino).

## Fitosociologia
Dal punto di vista fitosociologico la specie di questa scheda appartiene alla seguente comunità vegetale: 
Formazione : comunità forestali
Classe : Carpino-Fagetea
Ordine : Fraxinetalia
Alleanza : Fraxinion excelsioris

## Sistematica
Equisetum telmateia appartiene alla grande divisione delle Pteridophyte, gruppo di piante più primitive rispetto alle Angiosperme, senza organi sessuali distinti, che si propagano e riproducono per mezzo di spore. La famiglia di appartenenza (Equisetaceae) comprende il solo genere Equisetum con circa 20 o 30 specie (a seconda dei vari Autori) delle quali una decina appartengono alla nostra flora spontanea.

Il genere è diviso in due sezioni: Hippochaete e Euequisetum. E. telmateia appartiene alla seconda sezione cui appartengono specie di luoghi temperati, con stomi superficiali e parti aeree che durante l'inverno si disseccano completamente.

### Variabilità
Sono state descritte le seguenti sottospecie:
- Equisetum telmateia subsp. telmateia : è la sottospecie più comune nel vecchio continente (Europa, Asia occidentale e Africa) con internodi lievemente biancastri (a volte quasi giallastri).
- Equisetum telmateia subsp. braunii (J. Milde) Hauke (1978) : è una sottospecie tipica del Nord America con gli internodi più verdi.

#### Sottospecie telmateia

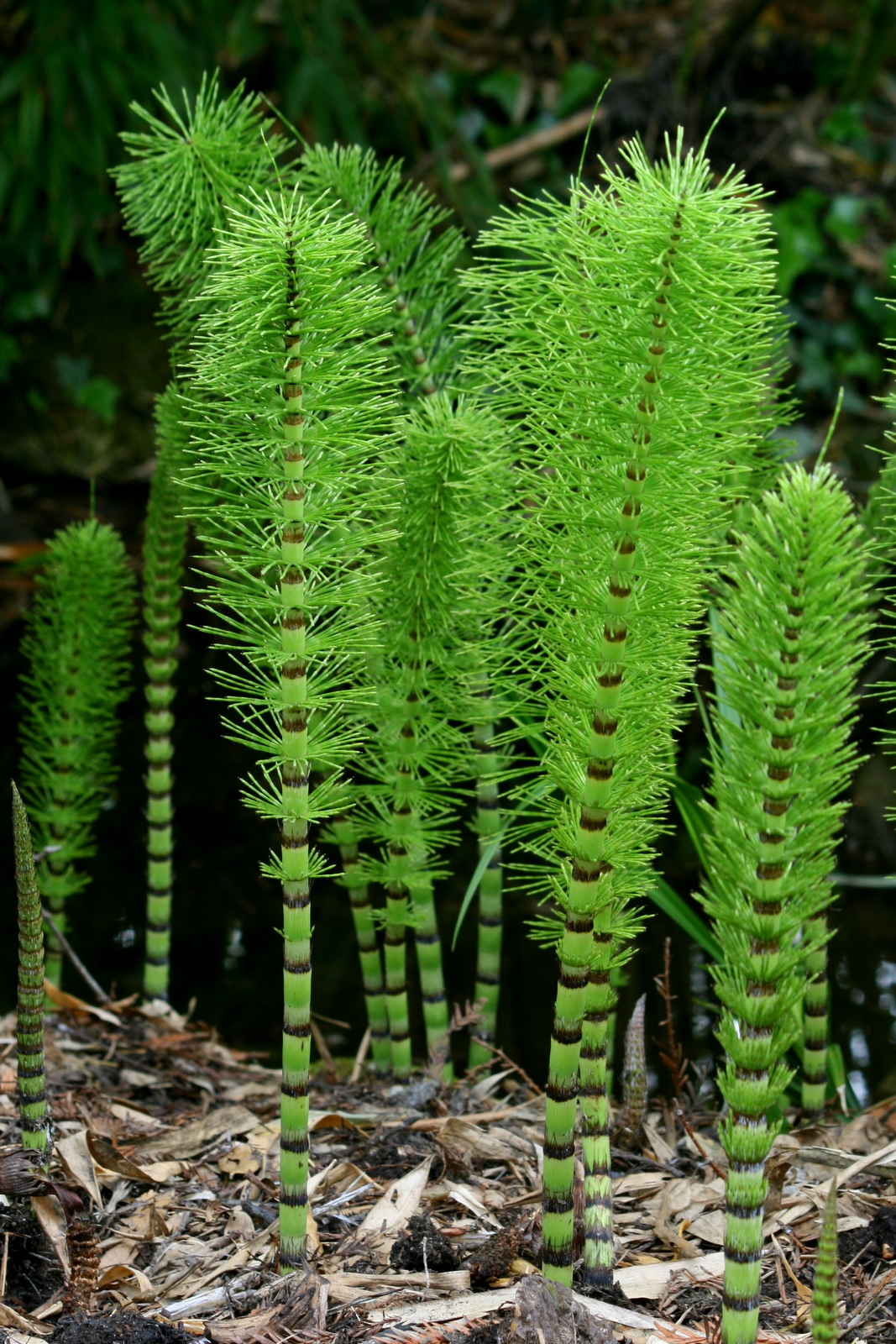
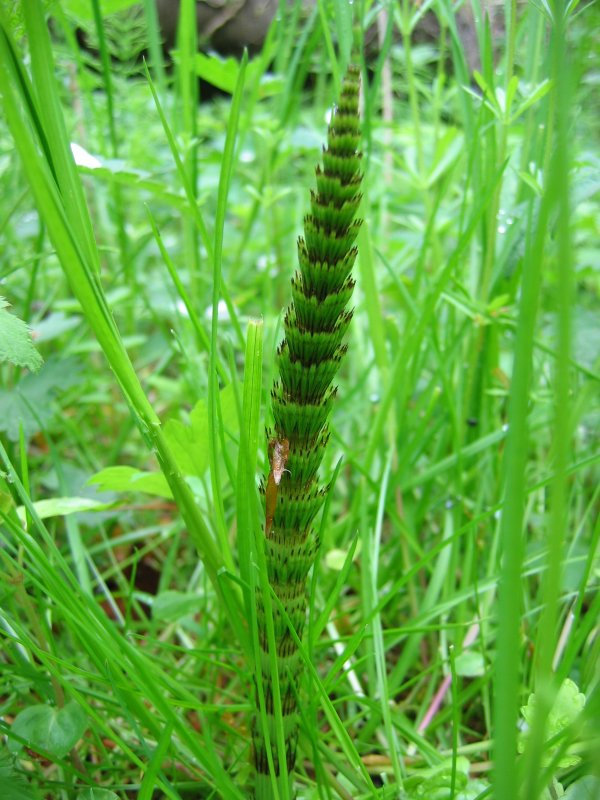
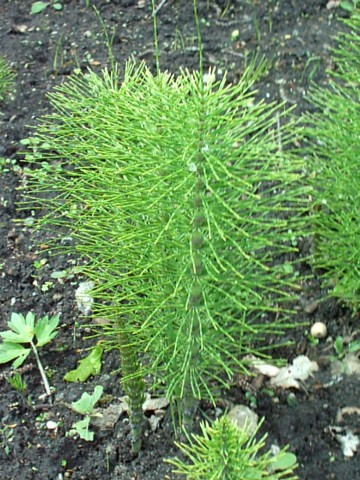
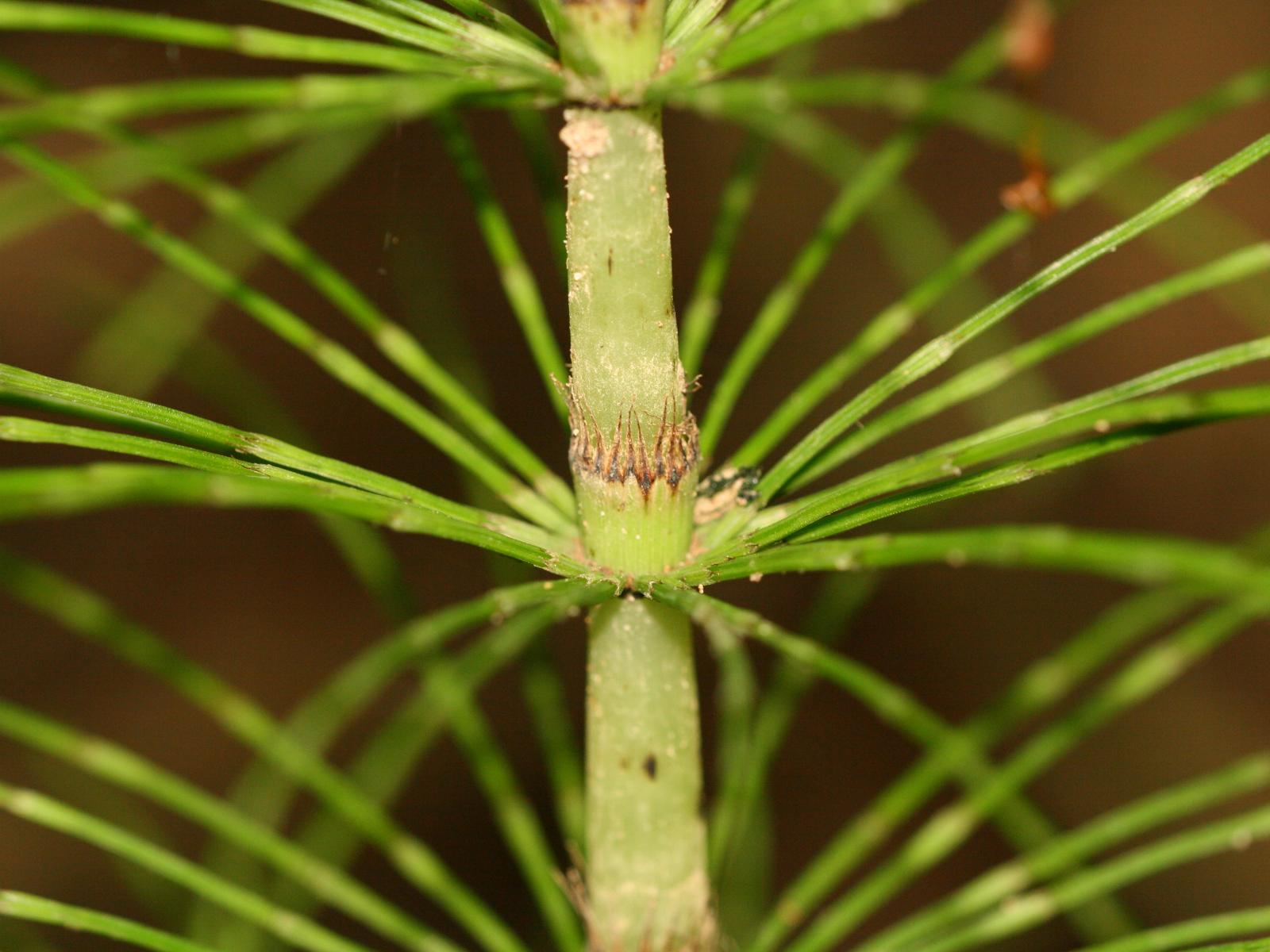

#### Sottospeciebraunii

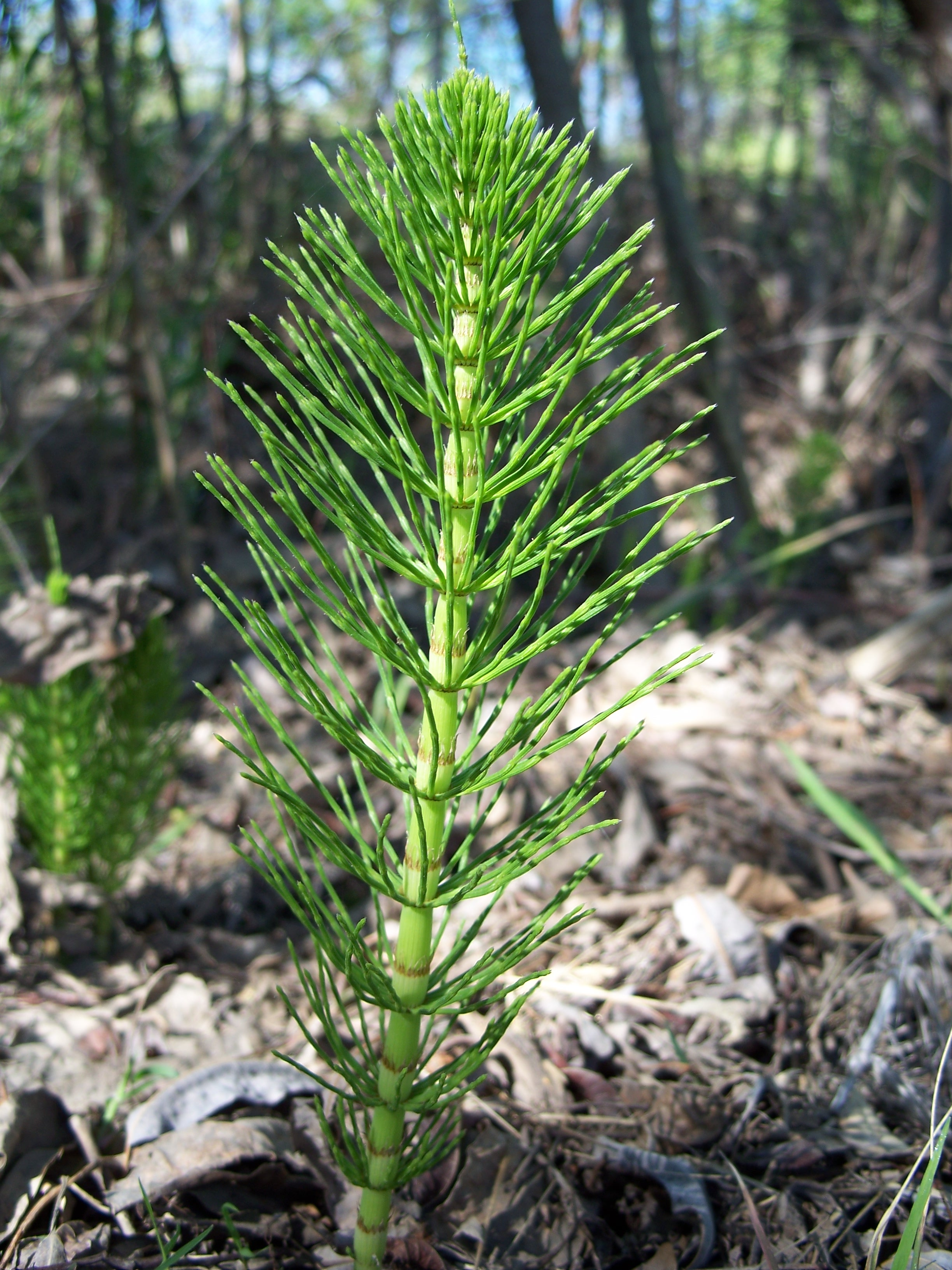
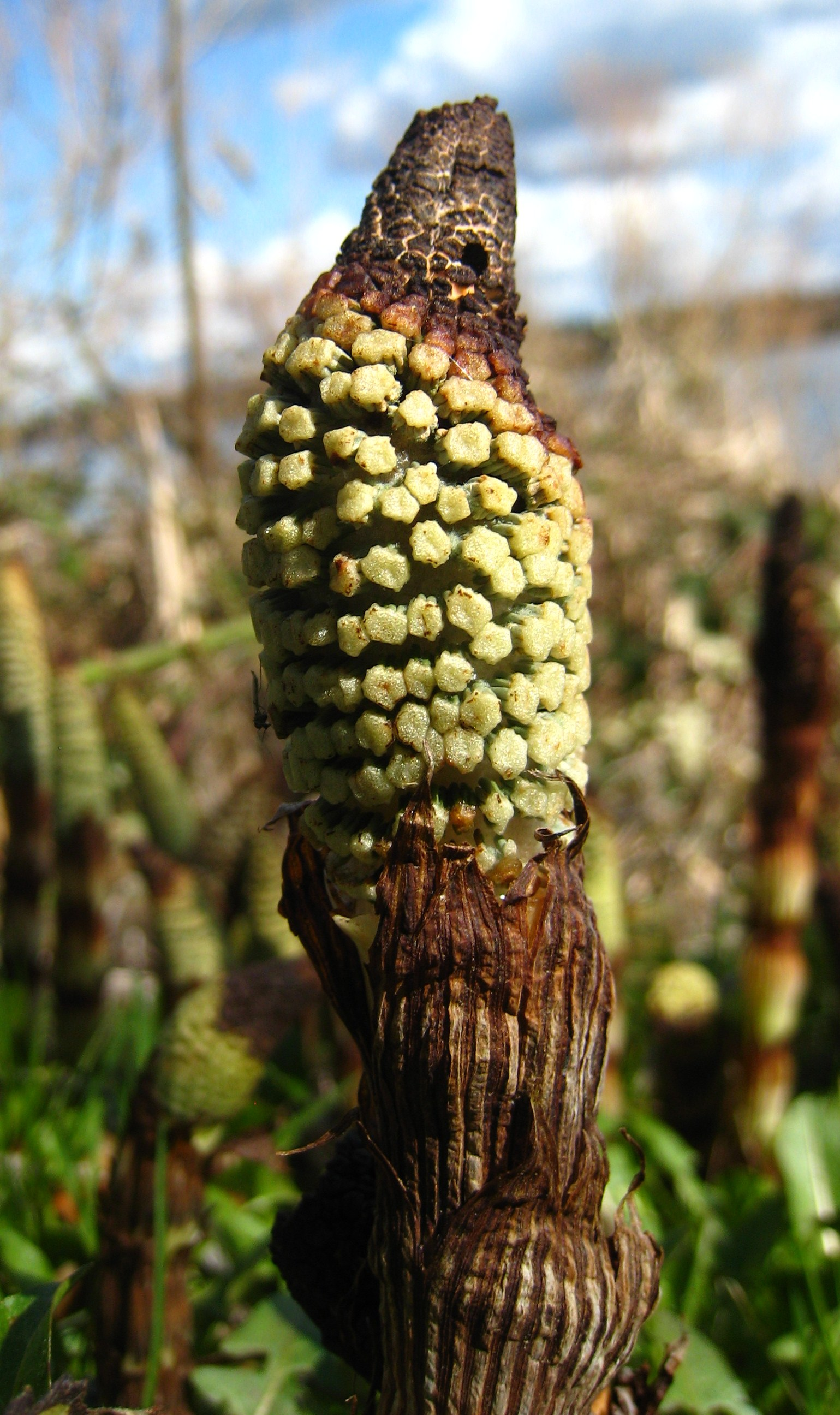
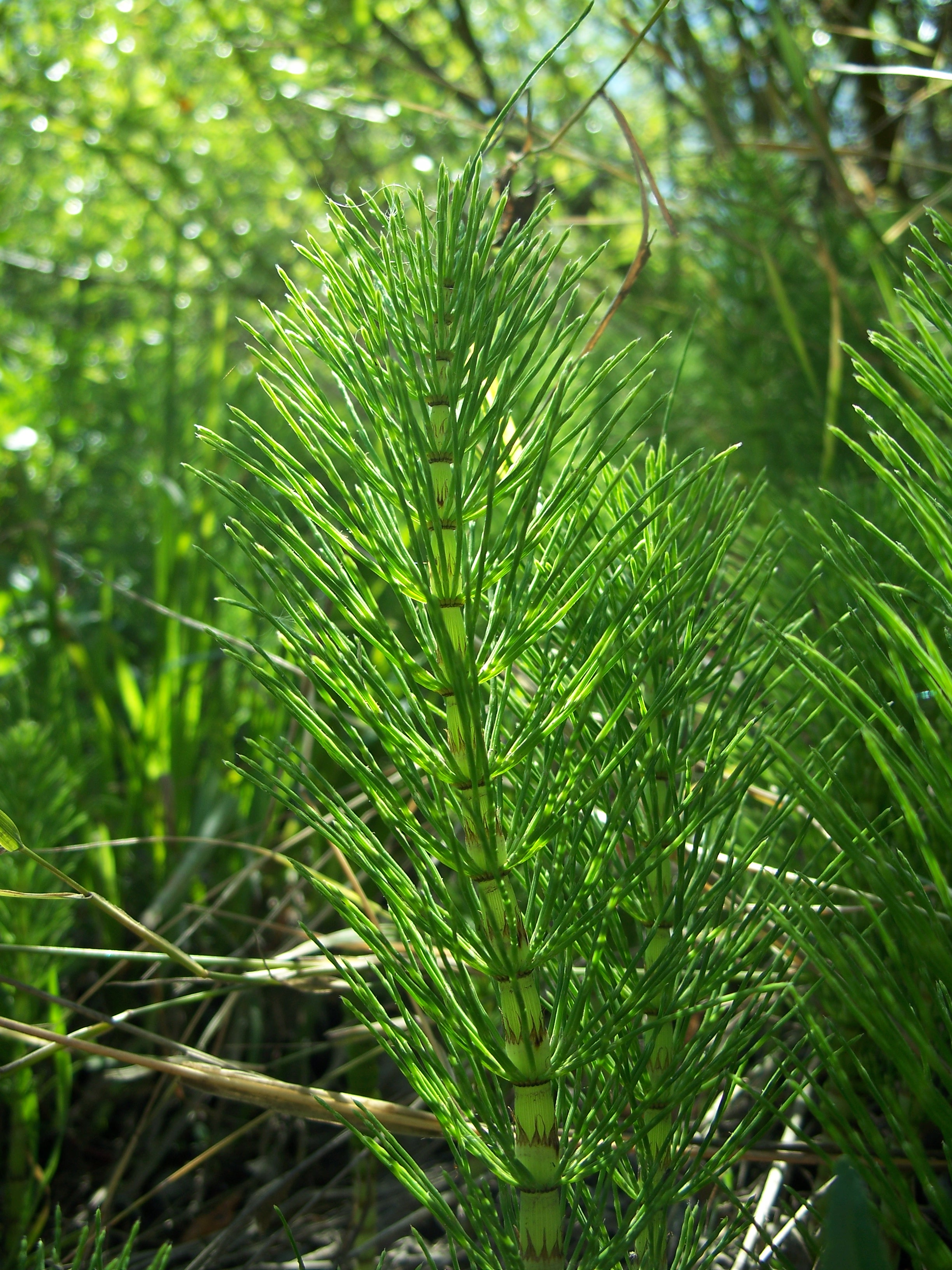
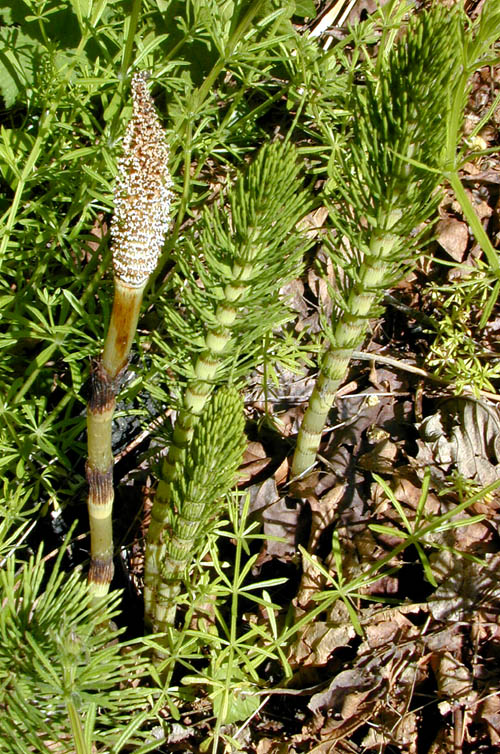

Sono note inoltre le seguenti forme e varietà:
- Equisetum telmateia Ehrh. fo. tuberosum (Ten.) Fiori: in questa varietà nel rizoma sono presenti dei tuberetti di 1 – 2 cm.
- Equisetum telmateia Ehrh. var. frondescens A. Braun
- Equisetum telmateia Ehrh. var. hillii A.A. Eaton (1900)
- Equisetum telmateia Ehrh. var. serotinum Milde

### Ibridi
Nell'elenco che segue sono indicati alcuni ibridi interspecifici 
- Equisetum × bowmanii C. Page (1989) – Ibrido fra Equisetum sylvaticum e E. telmateia
- Equisetum × dubium Dostál (1983) – Ibrido fra Equisetum arvense e E. telmateia
- Equisetum × font-queri Rothm. (1944) – Ibrido fra Equisetum palustre e E. telmateia
- Equisetum × willmotii C.N.Page – Ibrido fra Equisetum fluviatile e E. telmateia

### Sinonimi
La specie di questa scheda ha avuto nel tempo diverse nomenclature. L'elenco che segue indica alcuni tra i sinonimi più frequenti:
- Equisetum braunii Milde (1862)
- Equisetum eberneum Schreber in Roth (1797)
- Equisetum fluviatile L. (1754), non L. (1753)
- Equisetum hippuris Bubani (1902)
- Equisetum majus Schinz & Thell. (1909)
- Equisetum maximum Auct.
- Equisetum maximum Duval-Jouve (1864), non Lam.
- Equisetum maximum sensu (1894), non Lam.
- Equisetum maximum sensu (1894), non Lam. var. serotinum (A. Br. ex Sillim.) Rouy (1913)
- Equisetum telemateja Ehrh.

### Specie simili
- Equisetum arvense L. - Equiseto dei campi: si differenzia per i fusti fertili più sottili e per le foglie più brevi; mentre nei fusti sterili i rametti sono eretti. È una specie più piccola di quella di questa scheda.

## Usi

### Farmacia
- Sostanze presenti: acido silicico, glucoside, delle saponine (equisetonina), flavonoidi, piccole quantità di alcaloidi, resine e acidi organici (anche acido ascorbico), sostanze amare e altre sostanze minerali (sali di potassio, alluminio, manganese, ferro e calcio)[1].
- Proprietà curative: antiemorragiche, cicatrizzanti (accelera la guarigione di ferite), emostatiche (blocca la fuoriuscita del sangue in caso di emorragia), diuretiche (facilita il rilascio dell'urina), astringenti (limita la secrezione dei liquidi), antitubercolari e remineralizzanti (valide soprattutto per i malati di tubercolosi polmonare).
- Parti usate: rizoma e parti aeree.

### Cucina
In passato, presso le famiglie contadine, i germogli venivano occasionalmente impanati e fritti o conditi con aceto. Può essere aggiunto a zuppe o minestroni come integratore di sali minerali.

Secondo alcuni testi questa pianta se ingerita in grandi quantità può presentare una certa tossicità in quanto contiene l'enzima thiaminase che assorbe il complesso vitaminico B.

### Altri usi
L'Equiseto viene usato anche in cosmetica come crema antirughe e sembra che rallenti l'invecchiamento della pelle in genere (ha delle proprietà anticellulitiche).
Questa pianta, come altre dello stesso genere in quanto provviste superficialmente di granuli di silicio, anticamente veniva utilizzata per levigare (sgrassare e lucidare) superfici anche metalliche.